# Batalla del Caribe
La batalla del Caribe fue una campaña naval que tuvo lugar durante la Segunda Guerra Mundial, siendo parte de la Batalla del Atlántico (1941 a 1943). Consistía en los esfuerzos de Alemania e Italia de interrumpir el suministro aliado de petróleo y otros materiales mediante ataques submarinos contra barcos en el mar Caribe y el golfo de México, y contra objetivos costeros en las Antillas. Finalmente, la mejora en la guerra antisubmarina aliada consiguió expulsar a los submarinos del Eje de la región del Caribe.

## Trasfondo
El Caribe era estratégicamente importante debido a los campos petroleros venezolanos en el sureste y el Canal de Panamá en el suroeste. La refinería Royal Dutch Shell en Curazao, de propiedad holandesa, procesaba once millones de barriles por mes, lo que la convertía en la refinería de petróleo más grande del mundo; la refinería de Pointe-à-Pierre en Trinidad era la más grande del Imperio Británico; y había otra gran refinería en Aruba, de propiedad holandesa. Las islas británicas importaban cuatro petroleros diariamente durante los primeros años de la guerra, donde la mayor parte provenía de Venezuela, a través de Curazao, después de que Italia bloqueara el paso a través del Mar Mediterráneo desde el Medio Oriente.
El Caribe tenía una importancia estratégica adicional para los Estados Unidos. La costa del Golfo de México de los Estados Unidos, incluidas las instalaciones petroleras y el comercio del río Misisipi, podría defenderse en dos puntos estratégicos del mapa. Estados Unidos estaba bien posicionado para defender el Estrecho de Florida, pero no podía impedir completamente el acceso desde el Caribe a través del Canal de Yucatán. La bauxita era el mineral preferido para producir el aluminio y una de las pocas materias primas estratégicas que no estaban disponibles en los Estados Unidos continentales. La producción de aviones militares de los Estados Unidos dependía de la bauxita importada de las Guayanas en una ruta de navegación a lo largo de las Antillas Menores. Los Estados Unidos defendieron el Canal de Panamá con 189 bombarderos y 202 cazas, y establecieron submarinos en Colón, Ciudad de Panamá y en la Base de Submarinos, Crown Bay, St. Thomas, Islas Vírgenes de los Estados Unidos. Los VP-51 de la Armada de los Estados Unidos comenzaron patrullar a lo largo de las Antillas Menores hasta San Juan, Puerto Rico desde el 13 de septiembre de 1939; además se mejoraron las instalaciones en la Base Naval de la Bahía de Guantánamo y en la Estación Aérea Naval de Cayo Hueso.
El Reino Unido utilizó a los Escuadrones Aéreos Navales n.º 749, 750, 752 y 793 con base en el Aeropuerto Internacional Piarco en Trinidad. Las tropas británicas ocuparon Aruba, Curazao y Bonaire poco después de que los Países Bajos fueran momentáneamente anexados por la Alemania nazi. La isla francesa de Martinica fue percibida como una posible base para los barcos del Eje cuando las relaciones británicas con la Francia de Vichy se deterioraron tras el Segundo Armisticio de Compiègne. El Acuerdo "Destructores para Bases" de septiembre de 1940 permitió a los Estados Unidos construir aeródromos en la Guayana Británica y en las islas de Exuma en las Bahamas, Trinidad, Antigua y Santa Lucía. El 11 de febrero de 1942, las fuerzas estadounidenses reemplazaron a los soldados británicos en las islas de refinería holandesas y comenzaron a operar con aviones Douglas A-20 Havocs desde Hato Field en Curazao a Dakota Field en Aruba.

## Operaciones del Eje

### Operación Neuland
La primera ofensiva contra las refinerías del Caribe se organizó bajo el mando del "Kapitänleutnant" (teniente) Werner Hartenstein a bordo del submarino U-156, con apoyo del U-502, U-67, U-129 y U-161. Los tres primeros submarinos lanzaron ataques simultáneos el 16 de febrero de 1942. El U-502 hundió los petroleros Monagas, Tía Juana y San Nicholas entre el lago de Maracaibo y Aruba. El U-67 entró en el puerto de Willemstad en Curaçao y torpedeó tres petroleros. Los cuatro torpedos de los tubos de proa fallaron, pero los torpedos de popa hundieron al Rafaela. El U-156 ingresó al puerto de San Nicolás en Aruba y torpedeó a los petroleros Pedernales, Oranjestad y Arkansas. El U-156 luego intentó bombardear la refinería de Aruba con su cañón naval SK C/32 de 10,5 cm; pero el cañón del arma estalló cuando explotó el primer proyectil porque la tripulación del arma no pudo quitar el tampón. Los alemanes dañaron levemente un tanque de almacenamiento. La cañonera venezolana, General Urdaneta, ayudó a rescatar a las tripulaciones de varios barcos torpedeados; y los bombarderos ligeros A-20 Havoc atacaron sin éxito a los tres submarinos. Como resultado, generó una mayor ocupación estadounidense de la isla para su protección.
El U-161 ingresó al Golfo de Paria en Trinidad el 18 de febrero para torpedear al Mokihama y al petrolero British Consul. Apenas los submarinos comenzaron el patrullaje de rutina, el U-67 torpedeó a los petroleros J.N.Pew y Penélope; el U-502 torpedeó a los petroleros Kongsgaard, Thalia y Sun; el U-156 torpedeó al Delplata y al petrolero La Carriere; El U-161 torpedeó a los petroleros Lihue y Circle Shell, Uniwaleco y Esso Bolívar; y el U-129 torpedeó a George L. Torrain, West Zeda, Lennox, Bayou, Mary, Steel Age y al petrolero Nordvangen. La tripulación del U-156 utilizó sierras para recortar la parte averiada del cañón del arma a bordo; y, cuando el U-156 se quedó sin torpedos, usaron su cañón de cubierta recortado para hundir al Macgregor y al petrolero Oregon. El 10 de marzo, el U-161 entró en el puerto de Castries en Santa Lucía para torpedear el HMCS. Señora Nelson y Umtata. Después de salir de Santa Lucía, el U-161 torpedeó Sarniadoc y hundió a tiros el buque USCGC Acacia del faro de la Guardia Costera de los Estados Unidos.

### Otras operaciones
Cinco submarinos italianos patrullaron el lado atlántico de las Antillas Menores durante la Operación Neuland. El submarino Morosini torpedeó a los petroleros Stangarth y Oscilla y Peder Bogen. El Enrico Tazzoli torpedeó al Cygnet y el petrolero Athelqueen. El Giuseppe Finzi torpedeó al Skane y a los petroleros Melpomere y Charles Racine. El submarino italiano Leonardo da Vinci torpedeó al Everasma y al neutral brasileño Cabadelo. El Luigi Torelli torpedeado al Scottish Star y al petrolero Esso Copenhagen. Mientras tanto el U-126 patrullaba simultáneamente el Paso de Barlovento entre Cuba y La Española torpedeando a Gunny, Barbara, Cardona, Texan, Olga, Colabee y los petroleros Hanseat y Halo entre el 2 y el 13 de marzo. El U-504 se desplazó hacia el sur desde Florida.
Un submarino alemán bombardeó la isla puertorriqueña de Mona, a unas cuarenta millas al oeste del territorio continental de Puerto Rico, el 3 de marzo de 1942. No hubo daños ni víctimas.
Una refinería de petróleo en Curazao fue bombardeada el 19 de abril de 1942 por U-130 bajo el mando de Korvettenkapitän (teniente comandante) Ernst Kals. El pequeño compromiso terminó en un fracaso alemán. Kals ordenó el bombardeo de varios tanques de almacenamiento de petróleo, pero después de solo cinco disparos, respondió una batería costera holandesa que lo obligó a abortar. Más tarde, un submarino alemán atacó un barco mercante frente a Curazao y fue atacado por baterías antiaéreas y navales holandesas, pero nuevamente el submarino escapó del daño
Los submarinos alemanes hundieron dos barcos de la marina mercante dominicana en mayo de 1942, después de que la República Dominicana entrara en la Segunda Guerra Mundial del lado de los Aliados..

### Ataques a navíos Aliados
El SS Norlantic era un buque de carga de 3.860 TRB con bandera estadounidense que fue hundido la mañana del 13 de mayo por un submarino en el Caribe. Estaba transportando una carga aleatoria desde Pensacola, Florida a Venezuela cuando fue atacada por el U-69 a 140 kilómetros (78 millas náuticas) al este de Bonaire. A las 03:38, el U-69 al mando del Kptlt. Ulrich Graf, disparó dos torpedos desde una posición en la superficie. Ambos torpedos fallaron, por lo que Graf ordenó a su tripulación cerrar el alcance a 2200 yd (2000 m) y abrir fuego con el cañón de cubierta a eso de las 03:47. U-69 comenzó a bombardear al Norlantic mientras intentaba huir de la escena. Después de varios impactos, el barco estadounidense indicó a los alemanes que cesaran el fuego para que pudieran escapar en sus balsas salvavidas. Los alemanes no pudieron contener el fuego mientras bajaban los dos botes salvavidas, luego, a las 04:11, dispararon el golpe de gracia que asestó en la sala de calderas del Norlantic. Se hundió, llevándose consigo a seis hombres: dos hombres murieron por el torpedo y cuatro hombres murieron por el bombardeo. La tripulación sobreviviente del Norlantic estuvo a la deriva en el mar durante varios días antes de ser rescatada por barcos aliados.
Los submarinos alemanes hundieron dos petroleros mexicanos, Potrero del Llano el 14 de mayo por el U-564 de Reinhard Suhren frente a la costa de Florida, y el Faja de Oro el 21 de mayo por el U-106 de Hermann Rasch frente a Cayo Hueso. Dieciséis hombres murieron en los dos ataques. Esto llevó a México a declarar la guerra al Eje el 22 de mayo de 1942.
SS Sylvan Arrow era un petrolero de la Standard Oil and Transportation Company durante la Segunda Guerra Mundial cuando el U-155 lo torpedeó. El ataque ocurrió el 20 de mayo al suroeste de Granada en el Mar Caribe. Los intentos de remolcarlo a puerto no tuvieron éxito y se hundió el 28 de mayo, en la posición 12 ° 50 'norte, 67 ° 32' oeste.
El petrolero SS Hagan fue hundido por el U-157 el 11 de junio a unas 8 kilómetros (4,3 millas náuticas) al norte de la costa cubana. El barco estadounidense que transportaba miles de barriles fue alcanzado en la sala de máquinas. El torpedo destruyó los motores y provocó la explosión de una caldera y un momento después otro torpedo golpeó el barco. Seis hombres murieron y 38 sobrevivientes llegaron a la orilla. Dos días después, el U-157 fue hundido por la Guardia Costera de los Estados Unidos.

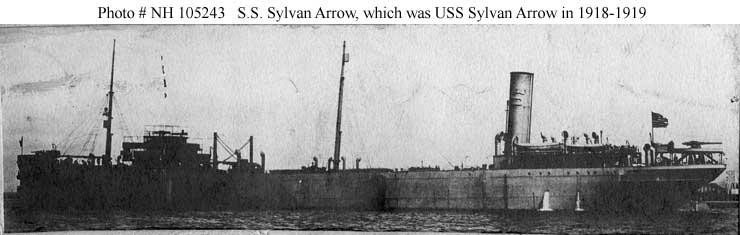
SS Sylvan Arrow en 1917

El U-171 atacó al petrolero mexicano SS Amatlan de 6.511 TRB el 4 de septiembre en la posición 23°27′N 97°30′W / 23,45°N 97,5°W / 23,45; -97,5. Los mexicanos evadieron tres ataques de dos torpedos cada uno antes de ser alcanzados por uno. Amatlán se hundió con 10 hombres y sobrevivieron otros 24 marineros.
El 11 de septiembre, el U-514, bajo el Kptlt. Hans-Jürgen Auffermann, torpedeó al barco de vapor canadiense SS Cornwallis frente a la costa de Bridgetown. El barco se hundió en aguas poco profundas después de un breve intercambio de disparos, pero fue levantado y remolcado a la Trinidad británica en diciembre de 1942 y luego remolcado a Mobile, Alabama, donde llegó el 24 de enero de 1943. El barco fue reparado y volvió al servicio en agosto de 1943, pero fue torpedeado por segunda vez, esta vez por el U-1230 el 3 de diciembre de 1944 en el golfo de Maine, donde finalmente se hundió.
El 5 de julio de 1943, a 110 kilómetros (61 millas náuticas) al oeste de Port-Salut, Haití, el U-759 se encontró con el vapor de bandera estadounidense Maltran, que formaba parte del Convoy GTMO-134. El U-759 disparó sus torpedos y al menos uno golpeó el buque. Maltran se hundió a los 15 minutos de ser impactado, aunque toda su tripulación sobrevivió y escapó del peligro en los botes salvavidas. La tripulación fue rescatada más tarde por el USS SC-1279. El 7 de julio, el U-759 torpedeó al carguero holandés Poelau Roebiah, en el convoy TAG-70. El barco se hundió justo al este de la Jamaica británica, derribando a dos hombres, los otros sesenta y ocho tripulantes fueron rescatados. Después de hundir al Poelau Roebiah el U-759 fue perseguido y atacado por la Marina de los EE. UU. al día siguiente. Un hidroavión PBM Mariner arrojó una carga de explosivos sobre el submarino y luego, durante siete horas, los buques estadounidenses barrieron en profundidad el área, pero el U-759 escapó sin daños ni pérdida de vidas.

## Buques de guerra hundidos

### Naves del Eje

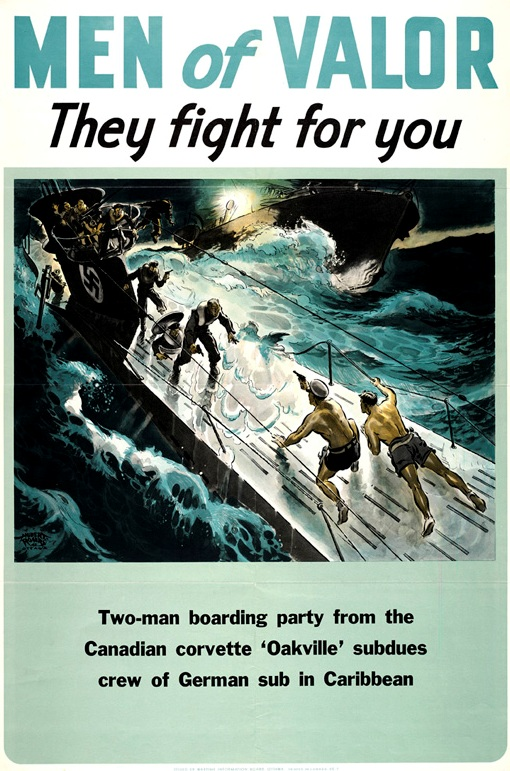
Cartel de propaganda canadiense que describe el abordaje de U-94 el 28 de agosto de 1942.

El U-157 fue hundido el 13 de junio de 1942 por la Guardia Costera de los Estados Unidos. El submarino navegaba en la superficie justo al suroeste de Cayo Hueso, en la posición 24°13′N 82°03′W, cuando fue avistado por el USCGC Thetis. El submarino alemán se sumergió e intentó huir, pero el Thetis obtuvo contacto por el sonar y comenzó un ataque de carga de profundidad. Después de varios minutos, la acción terminó cuando la tripulación de la Guardia Costera detectó escombros y petróleo. Thetis hundió el U-157
Siete días después de escapar del ataque de los barcos aliados frente a la isla de Haití, el 8 de julio de 1943, se informó que el U-759 se había hundido; la investigación de la posguerra descubrió que no fue hasta un ataque el 23 de julio fue que realmente había sido hundido. Un American PBM Mariner en la posición aproximada de 15°58′N 73°44′W bombardeó y hundió el navío.
El submarino alemán U-158 frente a las Bermudas en las coordenadas: 32 ° 50'N 67 ° 28'W el 30 de junio de 1942 fue hundido por un Martin PBM Mariner, Comandado por Richard Schreder, cuando recibió un impacto directo en la cubierta del submarino con una carga de profundidad. La carga de profundidad no explotó con el impacto, simplemente se alojó en las tablas de teca de la cubierta. Sin embargo, cuando el submarino se sumergió, la carga detonó después de que el submarino lo llevara hasta su profundidad de activación preestablecida.
El carguero SS Robert E. Lee estaba escoltado por el cazador de patrullas estadounidense USS PC-566 a 45 millas (39 millas náuticas; 72 km) al sur del delta del río Misisipi el 30 de julio de 1942. De repente, un torpedo golpeó a Lee y PC-566. Cuando el U-166 descubrió el atacante el PC-566 lanzó sus cargas de profundidad contra el submarino y lo hundió, aunque no fue hasta después de la guerra que se confirmó el hundimiento.
El 28 de agosto, el U-94 estaba en operación contra el convoy TAW 15 frente a Haití cuando fue atacado por escoltas estadounidenses y canadienses. Primero, un PBY estadounidense se abalanzó y bombardeó el submarino, luego las corbetas canadienses HMCS Halifax y Snowberry atacaron. HMCS Oakville disparó cargas de profundidad que obligaron al submarino a salir a la superficie. Luego, la corbeta embistió al U-94 dos veces antes de reducir la velocidad hasta detenerse. Hal Lawrence encabezó un grupo de abordaje de once marineros del Oakville para capturar el barco enemigo. Abordaron el buque y entraron por la torre de mando. Solo dos canadienses pasaron por la escotilla, pero fueron sorprendidos por dos alemanes que venían corriendo hacia ellos. Después de ordenar el alto, los canadienses dispararon y mataron a los alemanes atacantes cuando no se detuvieron. El resto de la tripulación se rindió sin incidentes. Después de apenas capturar el barco, los marineros canadienses se dieron cuenta de que los alemanes ya habían hundido el barco y estaba entrando el agua. Los canadienses abandonaron el U-94 y se hundió con diecinueve miembros de su tripulación; el Oakville rescató a 26, incluido el comandante, Oberleutnant zur See Otto Ites.
El U-162 fue detectado y hundido al noreste de Trinidad por la Royal Navy el 3 de septiembre. Tres destructores británicos, el HMS Vimy, Pathfinder y Quentin, atacaron al U-162 con cargas de profundidad, matando a dos alemanes y hundiendo el barco. Cuarenta y nueve marineros más sobrevivieron y se convirtieron en prisioneros de guerra en los EE. UU. La tripulación fue interrogada y se proporcionó información valiosa al Ejército de los EE.UU, información sobre los submarinos y su base de submarinos en Lorient. El capitán alemán— Kptlt. Jürgen Wattenberg escapó a fines de 1944 antes de ser recapturado aproximadamente un mes después.
El 15 de mayo de 1943, los cargueros cubanos Camagüey y el hondureño Hanks eran escoltados por tres pequeños cazadores de submarinos de la Armada cubana desde Sagua La Grande hasta La Habana. El convoy se acercaba a La Habana en el Golfo de México cuando un avión de reconocimiento estadounidense vio un submarino alemán. La aeronave lanzó un flotador de humo sobre el U-176, y el cazasubmarinos cubano CS-13, al mando del segundo teniente Alférez Delgado, por medio del sonar detectó a la nave enemiga. El CS-13 atacó con cargas de profundidad y hundió rápidamente el submarino matando a toda su tripulación.

### Buques Aliados

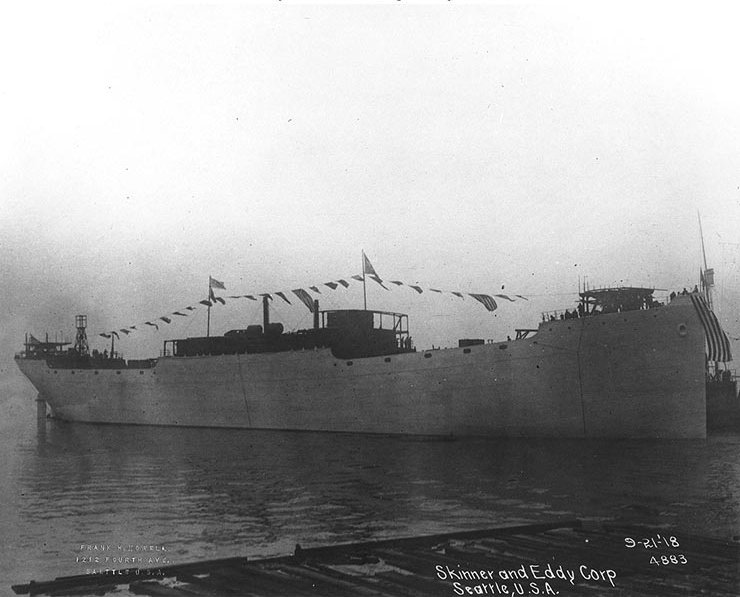
El general de USAT Henry Gibbins antes de la Segunda Guerra Mundial

El crucero submarino francés Surcouf, el submarino más grande del mundo en ese momento, fue embestido y hundido por el carguero Thomas Lykes cerca del lado atlántico del Canal de Panamá el 18 de febrero de 1942. No hubo sobrevivientes.
El SS George Calvert era un barco Liberty de un solo cañón durante la guerra. Navegaba frente al este de Cuba cuando el U-753 lo hundió el 20 de mayo de 1942. Diez hombres murieron cuando tres torpedos se estrellaron contra el George Calvert y este se hundió en cuestión de minutos. La tripulación sobreviviente fue capturada por los alemanes e interrogada antes de ser liberada en botes salvavidas. Tres guardias armados murieron y los sobrevivientes lograron llegar a la costa cubana.
El 23 de junio, el mayor general desarmado del United States Army Transport (USAT), Henry Gibbins, navegaba solo a casi 640 kilómetros (350 millas náuticas; 400 millas) al oeste de Cayo Hueso, Florida, cuando fue atacado por el U-158. En el transcurso de 20 minutos dos torpedos golpearon al Henry Gibbins que viajaba cargado de café en su lado de babor y por lo que se hundió poco después. Todos sus 47 tripulantes y 21 guardias del Ejército de los Estados Unidos. sobrevivieron al encuentro y fueron rescatados un día después.
El SS Stephen Hopkins fue un buque de guerra estadounidense que luchó durante la Segunda Guerra Mundial. El 27 de septiembre, Stephen Hopkins regresaba a Surinam desde Ciudad del Cabo cuando fue atacado por el crucero auxiliar Stier. Los alemanes ordenaron al Stephen Hopkins que se detuviera, pero los estadounidenses se negaron, por lo que abrieron fuego con su batería principal. Los estadounidenses pusieron en funcionamiento un cañón solitario de 4 pulgadas (100 mm) y algunas ametralladoras con los que sé libró una batalla corta pero violenta. Ambos barcos sufrieron bajas y a las 10:00h a. m. el barco estadounidense se había hundido. El Stier también resultó gravemente dañado y ya no podía generar vapor, por lo que su comandante lo hundió dos horas después de derrotar al barco estadounidense.

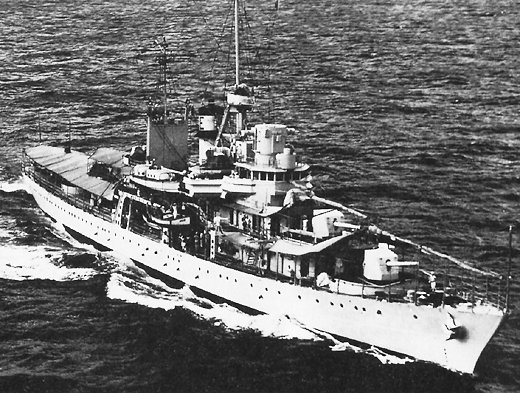
USS Erie durante la Batalla del Caribe

El cañonero estadounidense USS Erie escoltaba al convoy TAG-20 en el Caribe entre Trinidad y la Bahía de Guantánamo cuando fue atacado a 10 millas al sur de Curazao por un submarino alemán en noviembre de 1942. El U-163, bajo el mando de Kurt-Eduard Engelmann, salió a la superficie y disparó tres torpedos en Erie. Los estadounidenses vieron el submarino y los torpedos a tiempo, por lo que realizaron maniobras evasivas. El Erie escapó de dos de ellos, pero fue golpeado por el tercero y resultó gravemente dañado. Su tripulación lo dejó en tierra en una costa cercana, ardió durante varias horas antes de que las llamas fueran controladas. Las fuerzas estadounidenses sufrieron siete muertos y once heridos en el ataque. Más tarde, el Erie fue remolcado al puerto Willemstad en Curazao, pero se volcó y se hundió el 5 de diciembre antes de llegar a puerto.